# TW Andromedae
Désignations
TW Andromedae (en abrégé TW And) est une binaire à éclipses de type Algol de la constellation d'Andromède. Sa luminosité varie entre les magnitudes apparentes 8,98 et 11,05 selon une période de 4,12 jours.
TW Andromedae a été découverte comme étant une étoile variable de type Algol par August Kopff en 1909.
Le système de TW Andromedae est constitué de deux étoiles à orbite circulaire autour de leur centre de masse, avec un plan orbital presque parallèle à notre ligne de mire. La présence d'un troisième corps dans le système, avec une masse solaire minimale de 0,27 M☉ et une période orbitale de 49,6 ans, a été proposée pour expliquer les changements observés dans la période de variabilité.
Comme dans toutes les étoiles variables de type Algol, lorsque les deux étoiles du système sont alignées par rapport à notre ligne de mire, la composante la plus éloignée bloque la lumière de l'autre, ainsi la luminosité apparente du système diminue. Lorsque la composante la plus brillante éclipse l'autre, un minimum secondaire, moins prononcé, de luminosité se produit.